# Jankówka
Jankówka – wieś w Polsce, położona w województwie małopolskim, w powiecie wielickim, w gminie Wieliczka. Graniczy z wsiami: Bieńkowice, Sieraków, Gorzków, Raciborsko.
| SIMC    | Nazwa          | Rodzaj    |
| ------- | -------------- | --------- |
| 0340730 | Dolna Jankówka | część wsi |
| 0340747 | Górna Jankówka | część wsi |
| 0340753 | Pogwizdów      | część wsi |
| 0340760 | Soboniówki     | część wsi |
| 0340776 | Zagrody        | część wsi |

W latach 1954–1956 wieś należała i była siedzibą władz gromady Jankówka, po jej zniesieniu w gromadzie Raciborsko. W latach 1975–1998 wieś administracyjnie należała do województwa krakowskiego.
Jankówka w średniowieczu była folwarkiem, należącym do parafii Dziekanowice. Na początku XV w. pierwszymi właścicielami byli Zbyszek z Jankówki i jego żona Beata z Solca, następnie Skarbkowie herbu Drużyna. Jan Długosz w Liber Beneficiorum z lat 1470–1480 wymienia staw w Jankówce. Istniał też folwark. W drugiej połowie XVI w. wieś trafiła do Morsztynów. 2 maja 1656 roku chłopi ze Skrzydlnej podpalili dwór, który był zborem braci polskich. Kryptoariański ośrodek w Jankówce funkcjonował jeszcze na początku XVIII w. Od ok. 1846 roku wieś należała do Siedleckiego. W 1899 roku zostaje rozparcelowana. W 1908 roku właścicielem dworu został Józef Mehoffer. W roku 1925 założono miejscową straż pożarną. W 1946 roku tutejszy dwór został rozebrany. Pozostałości to stodoła ze spichlerzem z 1859 roku. W 1951 roku otwarto nową remizę strażacką.
Mieszkańcy wyznania rzymskokatolickiego w większości przynależą do parafii w Dziekanowicach, mniejsza część do parafii w Gorzkowie i Raciborsku.
Przez miejscowość przebiega Ariański Szlak w Wieliczce.
Przez wieś kursuje gminny autobus na linii R2 do dworca PKP Wieliczka Rynek Kopalnia, obsługiwany przez Wielicką Spółkę Transportową oraz bus firmy FB kursujący do Krakowa przez aleje Trzech Wieszczów.
Przez górną część wsi (przy głównej drodze wojewódzkiej nr 967) kursuje bus prywatnego przewoźnika FB do Krakowa oraz autobus linii A8 Kolei Małopolskich kursujący do dworca PKP w Wieliczce.